# Mingri tianya
All Tomorrow's Parties (明日天涯, Míngrì tiānyá) és una pel·lícula de ciència-ficció xinesa de 2003 dirigida per Yu Lik-wai.Es va projectar a la secció Un Certain Regard al 56è Festival Internacional de Cinema de Canes.

## Repartiment
- Cho Yong-won com a Xuelan
- Diao Yinan com a Xiao Zhuai
- Na Ren com a Lanlan
- Zhao Weiwei com a Xiao Mian

## Premis
Va participar en la secció Noves Visions del XXXVI Festival Internacional de Cinema Fantàstic de Catalunya, i hi va obtenir una menció especial,